# 1581 Abanderada
1581 Abanderada је астероид главног астероидног појаса са пречником од приближно 39,28 .
Афел астероида је на удаљености од 3,545 астрономских јединица (АЈ) од Сунца, а перихел на 2,768 АЈ.
Ексцентрицитет орбите износи 0,123, инклинација (нагиб) орбите у односу на раван еклиптике 2,539 степени, а орбитални период износи 2049,035 дана (5,609 година).
Апсолутна магнитуда астероида је 10,85 а геометријски албедо 0,052.
Астероид је откривен 15. јуна 1950. године.